# Serie A 1972-1973 (pallacanestro femminile)
Il campionato di Serie A di pallacanestro femminile 1972-1973 è stato il quarantaduesimo organizzato in Italia.
La Standa Milano vince il suo primo titolo dopo tanti anni al vertice; in classifica seguono Geas Sesto San Giovanni e Tre Bi Bologna, mentre retrocedono Brescia e Trieste.
La miglior marcatrice è Fiorella Alderighi con 416 punti in 22 presenze.

## Formula
Le dodici società della massima serie si affrontano in partite di andata e ritorno; la prima classificata vince lo scudetto e le ultime due retrocedono in Serie B.

## Stagione regolare

### Classifica
|  | Pos. | Squadra                 | Pt | G  | V  | P  | PtF  | PtS  |
|  | ---- | ----------------------- | -- | -- | -- | -- | ---- | ---- |
|  | 1.   | Standa Milano           | 42 | 22 | 21 | 1  | 1659 | 927  |
|  | 2.   | Geas Sesto San Giovanni | 40 | 22 | 20 | 2  | 1621 | 915  |
|  | 3.   | Tre Bi Bologna          | 30 | 22 | 15 | 7  | 1210 | 989  |
|  | 4.   | Thermomatic Vicenza     | 30 | 22 | 15 | 7  | 1170 | 1027 |
|  | 5.   | Intercontinentale Roma  | 26 | 22 | 13 | 9  | 1115 | 1015 |
|  | 6.   | Amaro Sanley Faenza     | 24 | 22 | 12 | 10 | 1037 | 1167 |
|  | 7.   | CUS Cagliari            | 18 | 22 | 9  | 13 | 1158 | 1284 |
|  | 8.   | Pagnossin Treviso       | 18 | 22 | 9  | 13 | 1060 | 1135 |
|  | 9.   | Fiat Torino             | 16 | 22 | 8  | 14 | 1052 | 1335 |
|  | 10.  | Peg Sesto San Giovanni  | 10 | 22 | 5  | 17 | 1053 | 1276 |
|  | 11.  | Pejo Brescia            | 8  | 22 | 4  | 18 | 922  | 1309 |
|  | 12.  | Ginnastica Triestina    | 2  | 22 | 1  | 21 | 850  | 1528 |

Legenda:
      Campionessa d'Italia.
      Retrocesse in Serie B 1973-1974.
Regolamento:
Due punti a vittoria, zero a sconfitta.
In caso di arrivo a pari punti, contano gli scontri diretti e la classifica avulsa.

## Verdetti
- Standa Milano campione d'Italia 1972-1973: Fiorella Alderighi, Licia Apostoli, Anna Bozzi, Barbara Costa, Mina Fiorio, Gianna Ghirri, Rosa Giammona, Ester Milocco, Umberta Pareschi, Renata Tessarolo, Mady Vaghi. Allenatore: Milan Vasojevic[1].
- Pejo Brescia e Ginnastica Triestina retrocedono in Serie B.